# Deportivo Ocotal
Deportivo Ocotal is een Nicaraguaanse voetbalclub uit de stad Ocotal, nabij de grens met Honduras. De club werd in 2002 opgericht en wist in 2007 te promoveren naar de hoogste klasse in het land.
De belangrijkste rivaal van de club is Real Madriz uit het nabijgelegen Somoto. Wedstrijden tussen de twee clubs staan bekend als El Clásico de las Segovias.
Deportivo Ocotal speelt haar thuiswedstrijden in Estadio Roy Fernando Bermúdez, dat een capaciteit van 3000 toeschouwers heeft.
Chinandega ·
Deportivo Las Sabanas ·
Deportivo Ocotal · 
Deportivo Walter Ferretti · 
Diriangén · 
Juventus Managua · 
Managua · 
Real Estelí · 
Real Madriz · 
UNAM Managua